# Acordo fronteiriço polaco-soviético de agosto de 1945

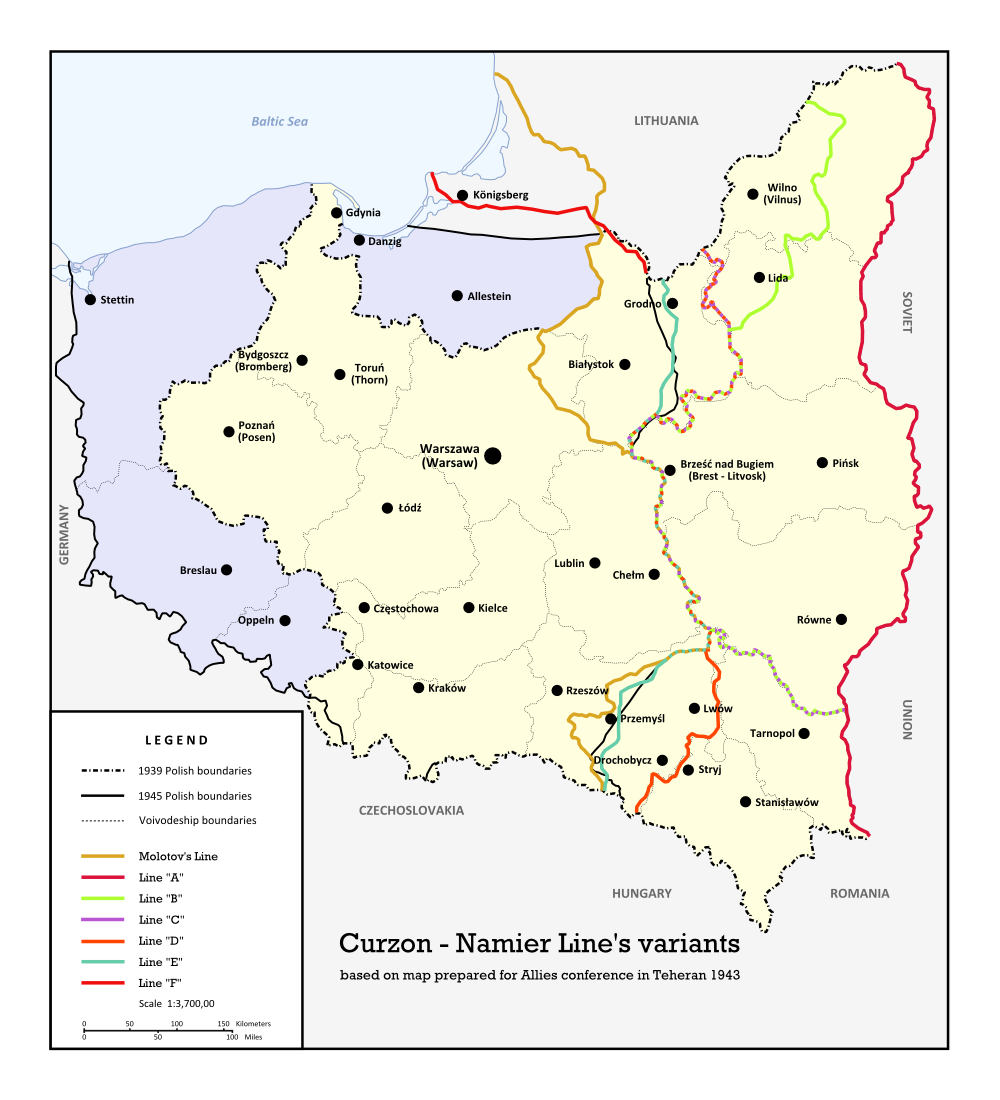
Variantes da linha Curzon-Namier. Teerã, 1943

O Acordo fronteiriço entre a Polônia e a URSS, de 16 de agosto de 1945, estabeleceu as fronteiras entre a União das Repúblicas Socialistas Soviéticas (URSS) e a República Popular da Polônia. Foi assinado pelo Governo Provisório de Unidade Nacional (Tymczasowy Rząd Jedności Narodowej), formado pelos comunistas poloneses. Segundo o tratado, a Polônia aceitou oficialmente ceder seus territórios orientais de antes da guerra para a URSS (Kresy), conforme havia sido decidido anteriormente na Conferência de Ialta. Parte do território ao longo da linha Curzon, estabelecida por Stalin durante a guerra, foi devolvida à Polônia. O tratado também reconheceu a divisão da antiga Prússia Oriental alemã e, finalmente, aprovou a linha de delimitação finalizada entre a União Soviética e a Polônia: do mar Báltico até a fronteira com a Checoslováquia nos Cárpatos.

## Contexto
Antes da Primeira Guerra Mundial, dentro do Império Russo, os territórios poloneses eram administrados sob o nome de Terra de Vístula, cuja fronteira oriental espelhava aproximadamente a fronteira étnica entre o povo polonês a oeste e os ucranianos e bielorrussos (então chamados de russos pequenos e brancos, respectivamente) no sul e no leste. Na Galícia austríaca, não havia fronteira administrativa que marcasse a étnica entre os ucranianos poloneses e galegos (rutenos). 
Durante a Primeira Guerra Mundial e a guerra civis russas, a guerra polaco-soviética e a guerrapolaco-ucraniana, o território mudou de mãos diversas vezes, e cada uma das potências controladoras tentou criar sua própria administração na região. Durante o conflito, o Conselho Supremo de Guerra tentou várias vezes intervir e criar uma fronteira agradável entre a Segunda República Polonesa e a Rússia bolchevique, e o resultado mais notável foi a fronteira apresentada pelo Secretário de Relações Exteriores britânico George Curzon, que foi homenageado na nomeação da linha fronteiriça. A linha seguia principalmente a fronteira do século XIX da Terra de Vístula, mas também se estendia mais ao sul e dividia a Galícia de acordo com a fronteira étnica entre poloneses e ucranianos. 
Embora aceita pelo governo bolchevique, a linha foi ignorada pela Polônia e, após a conclusão da Guerra Polaco-Soviética, no Tratado de Riga, a Rússia bolchevique reconheceu uma nova fronteira a quase 250 km a leste da linha Curzon. A fronteira foi reconhecida pela Liga das Nações em 1923 e confirmada por inúmeros tratados polacos-soviéticos e delimitada no devido tempo. 

## Partições durante a Segunda Guerra Mundial
O Pacto Molotov - Ribbentrop, de agosto de 1939, previa a divisão da Segunda República Polonesa entre a URSS e a Alemanha nazista. Após as invasões correspondentes, uma nova fronteira foi estabelecida, embora baseada na Linha Curzon, desviada a oeste em várias regiões. O mais notável foi o Voblast de Belastok, que foi adicionado à República Socialista Soviética da Bielorrússia, embora a maior parte da região fosse povoada por poloneses. 
Após a invasão alemã da URSS, o território em questão também foi repartido pelos nazistas. A Ucrânia e a Bielorrússia foram administradas como o Reichskommissariats Ostland e o Reichskommissariat Ukraine. O território galego a leste da fronteira de 1939 e o Voblast de Belastok, mais o território adjacente a leste deste, foram transformados respectivamente no Distrikt Galizien e no Bezirk Bialystok, subjugados diretamente ao Reich. 

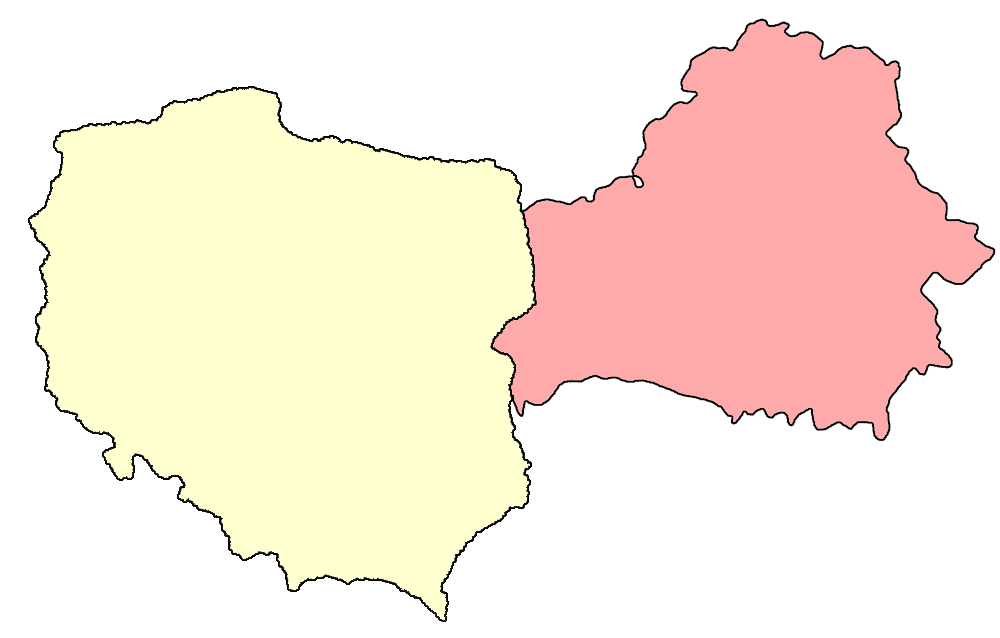
Fronteiras da Polônia e da Bielorrússia após o acordo

Após a libertação da Ucrânia e da Bielorrússia pela União Soviética, em 1943/1944, a Conferência de Teerã e a Conferência de Ialta discutiram o futuro das fronteiras polaco-soviéticas, e os líderes aliados reconheceram o direito soviético ao território a leste da fronteira de 1939. No entanto, após a libertação da Ucrânia Ocidental e da Bielorrússia no verão de 1944, um comitê polonês formado na cidade de Sapotskin enviou uma carta a Moscou pedindo que a cidade permanecesse como parte da Polônia. Stalin concordou e, em 29 de setembro, a administração de 17 (dos 23) distritos de Belastok Voblast (incluindo a cidade de Białystok) e mais três (Siemiatycze, Hajnówka e Kleszczele) do Brest Voblast foram transferidas da Bielorrússia para o Comitê Polonês de Libertação Nacional (PKWN). 
Em outubro de 1944, também foram transferidas a administração dos raions de Lubaczów, Horyniec, Laszki, Uhnów e Sieniawa do Oblast de Lviv da República Socialista Soviética Ucraniana. Em março de 1945, um lote adicional de terra, os raions de Bieszczady, Lesko e a maioria do raion de Przemyśl (incluindo a cidade de Przemyśl) foram transferidas para o Governo Provisório da República da Polônia, sendo retirados do Oblast de Drohobych da Ucrânia.
Logo após o término da Segunda Guerra Mundial, e como o governo provisório continuou transferindo a administração de corpos militares para civis, também foram finalizadas as discussões sobre as novas fronteiras com seus vizinhos e, em particular, com a União Soviética. As reivindicações soviéticas, que se tornaram o principal problema para a cooperação entre o governo polonês em Londres e Moscou durante a guerra, foram então aceitas pelos ativistas do PKWN em julho de 1944. O consentimento deles para a linha de Curzon, assinada em 27 de julho de 1944 (entregar metade da floresta de Białowieża era a única concessão de Stalin, e os representantes do Comitê Polonês de Libertação Nacional tinham medo de mencionar o retorno de Lviv, que se tornou parte da RSS ucraniana) era a única condição necessária para o envio desses ativistas para Lublin e Chełm. 
Em 16 de agosto de 1945, o acordo de fronteira foi oficialmente assinado por Edward Osóbka-Morawski, em nome do Governo Provisório da Unidade Nacional e por Vyacheslav Molotov, Ministro Soviético das Relações Exteriores. A troca de documentos ratificados ocorreu em 5 de fevereiro de 1946 em Varsóvia e a partir dessa data o acordo estava em vigor. 

## Ajustes e resultados
Embora o tratado retomasse a fronteira de 1939, com os ajustes de 1944/45, a linha receberia mais algumas alterações. Em 15 de maio de 1948, o raion de Medyka foi transferido do Oblast de Drohobych da Ucrânia para a República da Polônia. E, finalmente, uma troca territorial polaco-soviética de 1951, viu a Polônia receber de volta o seu território de Ustrzyki Dolne antes de 1939 do Oroast de Drohobych e, em troca, entregou à URSS a voivodia de Lublin, com as cidades de Belz, Uhniv, Chervonohrad e Varyazh (após a invasão da Polônia em setembro de 1939, as cidades, que faziam parte da Polônia ocupada pela URSS, foram alocados à Ucrânia até 1941, quando os nazistas invadiram a União Soviética. Foi ocupada novamente pelos russos em 1944-1945 após o avanço soviético com rumo a Berlim). A fronteira entre a Polônia e a Bielorrússia, e a Polônia e a Ucrânia permanece a mesma desde então. 